# Вокс, Генри, 5-й барон Вокс из Херроудена
Генри Вокс (англ. Henry Vaux; умер 20 сентября 1663) — английский аристократ, 5-й барон Вокс из Херроудена с 1661 года. Второй сын Джорджа Вокса (сына Уильяма Вокса, 3-го барона Вокса из Херроудена) и его жены Элизабет Роупер, младший брат Эдуарда Вокса, 4-го барона. В соответствии с семейными традициями сохранил преданность католичеству, учился в иезуитском Английском колледже в Риме. В 1625 году воевал в Нидерландах в составе испанской армии в чине капитана. 
После смерти брата Генри унаследовал семейные владения и титул, умер спустя два года. Не был женат и стал последним представителем рода, так что титул барона Вокса после его смерти перешёл в состояние ожидания. Поместья были разделены между сёстрами Генри.